# 아가보

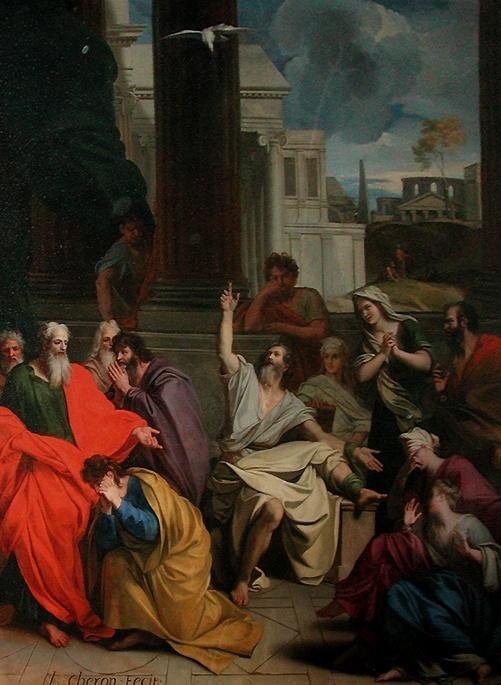

아가보(Agabus)는 사도행전에서 예언자로서 언급된 기독교의 초기 추종자이다. 전통적으로 루가의 복음서 10장 1절에서 24절에 기술된 70인의 제자들 중 한 명으로 기억된다.

## 성경과 전승적 관점
성경 외 전승에 따르면 아가보는 예루살렘에 거주했던 것으로 보인다. 그는 누가복음에 언급된 70명의 제자 중 한 사람으로 복음을 전파하라는 사명을 받았다고 한다. 오순절에 아가보가 다락방에 열두 사도와 함께 있었다고 한다.
사도행전 11장 27~28절에 따르면 그는 예루살렘에서 안디옥으로 여행한 선지자 그룹 중 한 사람이었다. 저자는 아가보가 예언의 은사를 받아 클라우디우스 황제 통치 기간에 발생한 극심한 기근을 예언했다고 전한다.
또한 사도행전 21장 10~12절에 따르면 아가보라는 '어떤 선지자'(그리스어: τις)가 주후 58년 가이사랴 마리티마에서 사도 바울을 만났다. 제이미슨-포셋-브라운 성경 주해(Jamieson-Fausset-Brown Bible Commentary)에 따르면 그는 ' 의심할 바 없이 같은 사람'이 사도행전 11장 27~28절에 언급된 아가보이며, 하인리히 마이어(Heinrich Meyer)는 이 사람이 사도행전 11장 28절에 언급된 사람과 동일하다고 가정하는 데 반대할 이유가 없다고 말한다. 아가보는 바울에게 그가 곧 붙잡힐 것이라고 경고했다. 그는 바울의 허리띠로 자기 손과 발을 묶고 만일 그가 예루살렘으로 계속 여행하면 어떻게 될지를 보여 주면서 성령의 말씀을 전했다:
예루살렘에서 유대인들이 이와 같이 이 허리띠 임자를 결박하여 이방인의 손에 넘겨 주리라
그러나 바울은 떠나도록 설득되지 않았다.
아가보의 상징적 행동은 유대인 예언자 예레미야와 비교되었다.
여호와께서 이와 같이 내게 이르시되 너는 가서 베 띠를 사서 네 허리에 띠고 물에는 두지 말라 하시기로 여호와의 말씀대로 내가 허리띠를 사서 허리에 띠고 ... 허리에 띠를 두는 것 같이 내가 이스라엘 온 족속과 유다 족속을 다 내게 결박하였나니 여호와의 말씀이니라 내 이름과 찬송과 존귀를 위하여 내 백성이 되리라
전통에 따르면 아가보는 많은 나라에 가서 많은 사람들을 가르치고 개종시켰다고 한다. 이에 예루살렘의 유대인들이 감동하여 그를 체포하고 심히 때리고 목에 밧줄을 걸어 고문하였다. 그는 도시 밖으로 끌려나와 돌에 맞아 죽었다. 예수회 신학자 안토니 마스(Anthony Maas)는 자신이 안디옥에서 순교했다고 말했다.

## 같이 보기
- 사도 바울로
- 바르나바
- 스데파노